# Neutraubling
Neutraubling (pronunciación en alemán: /nɔɪ̯ˈtʁaʊ̯plɪŋ/ⓘ) es una ciudad situada en el distrito de Ratisbona, en el estado federado de Baviera (Alemania), con una población a finales de 2016 de unos 13 593 habitantes.
Se encuentra ubicada en el centro del estado, en la región de Alto Palatinado, cerca de la orilla del río Danubio y de la ciudad de Ratisbona.